# Ringgau (Gemeinde)
Ringgau ist eine Gemeinde im nordhessischen Werra-Meißner-Kreis.

## Geographie
Die Gemeinde Ringgau liegt im Ringgau etwa elf Kilometer (Luftlinie) südlich von Eschwege zwischen Meißner und Thüringer Wald. Sie liegt im südlichen Teil des Geo-Naturparks Frau-Holle-Land.

### Nachbargemeinden
Ringgau grenzt im Norden an die Gemeinden Wehretal und Weißenborn (beide im Werra-Meißner-Kreis), im Osten an die thüringische Stadt Treffurt (Wartburgkreis), im Süden an die Gemeinde Herleshausen sowie im Westen an die Stadt Sontra (beide im Werra-Meißner-Kreis).

### Gemeindegliederung
Die Gemeinde besteht aus den Ortsteilen Datterode, Grandenborn, Lüderbach, Netra (Sitz der Gemeindeverwaltung), Renda, Rittmannshausen und Röhrda.

## Geschichte

### Gemeindegebiet
Bis zum 13. Jahrhundert war das Gebiet thüringisch, wechselte dann in dem hessisch-thüringischen Erbfolgekrieg zwischen Hessen und Thüringen hin und her, bis es dann endgültig im Jahr 1436 zu Hessen kam. Die Boyneburg in unmittelbarer Nachbarschaft zog als Reichsburg Kaiser und Könige an, in deren Gefolge mancher Ritter und Reiter über die Felder zog. Nicht zuletzt stellte die Straße durch das Netratal einen wichtigen Verbindungsweg von Leipzig nach Frankfurt dar und war unter dem Namen „die langen Hessen“ wohlbekannt.

### Gemeindebildung
Im Zuge der Gebietsreform in Hessen fusionierten zum 31. Dezember 1971 die bis dahin selbständigen Gemeinden Grandenborn, Lüderbach, Netra, Renda und Rittmannshausen freiwillig zur neuen Gemeinde Ringgau. Datterode und Röhrda schlossen sich am 1. April 1972 in der Gemeinde Netratal zusammen. Diese beiden Gemeinden wurde am 1. Januar 1974 kraft Landesgesetz zur neuen Großgemeinde Ringau zusammengeschlossen. Sitz der Gemeindeverwaltung wurde der Ortsteil Netra.
Für alle nach Ringgau eingegliederten Gemeinden wurden je ein Ortsbezirk gebildet.

## Bevölkerung

### Einwohnerstruktur 2011/2022
Nach den Erhebungen des Zensus 2011/Zensus 2022 lebten am Stichtag, dem 9. Mai 2011 / 15. Mai 2022, in Ringgau 3116/2903 Einwohner. Darunter waren 20/58 (0,6 % / 2,0 %) Ausländer, von denen 15/22 aus dem EU-Ausland, 3/20 aus anderen europäischen Ländern und 4/20 aus anderen Staaten kamen./ Nach dem Lebensalter waren 442/436 Einwohner unter 18 Jahren, 1252/945 waren zwischen 18 und 49, 775/764 zwischen 50 und 64 und 645/756 Einwohner waren älter./ Die Einwohner lebten in 1268/851 Haushalten. Davon waren 317/? Singlehaushalte, 344/382 Paare ohne Kinder und 479/360 Paare mit Kindern, sowie 105/113 Alleinerziehende und 18/? Wohngemeinschaften./ In 277/141 Haushalten lebten ausschließlich Senioren und in 784/500 Haushaltungen leben keine Senioren./

### Einwohnerentwicklung
| Ringgau: Einwohnerzahlen von 1973 bis 2022                                            | Ringgau: Einwohnerzahlen von 1973 bis 2022 | Ringgau: Einwohnerzahlen von 1973 bis 2022 | Ringgau: Einwohnerzahlen von 1973 bis 2022 | Ringgau: Einwohnerzahlen von 1973 bis 2022 |
| ------------------------------------------------------------------------------------- | ------------------------------------------ | ------------------------------------------ | ------------------------------------------ | ------------------------------------------ |
| Jahr                                                                                  |                                            |                                            |                                            | Einwohner                                  |
| 1973                                                                                  | 1973                                       |                                            | 3.879                                      | 3.879                                      |
| 1975                                                                                  | 1975                                       |                                            | 3.773                                      | 3.773                                      |
| 1980                                                                                  | 1980                                       |                                            | 3.686                                      | 3.686                                      |
| 1985                                                                                  | 1985                                       |                                            | 3.618                                      | 3.618                                      |
| 1990                                                                                  | 1990                                       |                                            | 3.713                                      | 3.713                                      |
| 1995                                                                                  | 1995                                       |                                            | 3.632                                      | 3.632                                      |
| 2000                                                                                  | 2000                                       |                                            | 3.471                                      | 3.471                                      |
| 2005                                                                                  | 2005                                       |                                            | 3.347                                      | 3.347                                      |
| 2010                                                                                  | 2010                                       |                                            | 3.078                                      | 3.078                                      |
| 2011                                                                                  | 2011                                       |                                            | 3.116                                      | 3.116                                      |
| 2015                                                                                  | 2015                                       |                                            | 2.974                                      | 2.974                                      |
| 2020                                                                                  | 2020                                       |                                            | 2.884                                      | 2.884                                      |
| 2022                                                                                  | 2022                                       |                                            | 2.903                                      | 2.903                                      |
| Quellen: LAGIS; Hessisches Statistisches Informationssystem; Zensus 2011; Zensus 2022 |                                            |                                            |                                            |                                            |

### Religionszugehörigkeit
| • 1987: | 3377 evangelische (= 93,5 %), 165 katholische (= 4,6 %), 70 sonstige (= 1,9 %) Einwohner   |
| • 2011: | 2657 evangelische (= 85,3 %), 107 katholische (= 3,4 %), 352 sonstige (= 11,3 %) Einwohner |
| • 2022: | 2211 evangelische (= 76,2 %), 132 katholische (= 4,5 %), 560 sonstige (= 19,3 %) Einwohner |

## Religion
Im Gemeindegebiete sind drei evangelische Kirchengemeinden aktiv:
- die evangelische Kirchengemeinde Datterode-Röhrda[18]

- die evangelische Kirchengemeinden Rittmannshausen und Lüderbach[19]

- die evangelische Kirchengemeinden Netra, Renda, Grandenborn und Altefeld[20]

Näheres siehe in den jeweiligen Ortsteilen.

## Politik

### Gemeindevertretung
Die Kommunalwahl am 14. März 2021 lieferte folgendes Ergebnis, in Vergleich gesetzt zu früheren Kommunalwahlen:
| Gemeindevertretung – Kommunalwahlen 2021                                                                                 | Gemeindevertretung – Kommunalwahlen 2021                             |
| --- | -------------------------------------------------------------------- |
| Stimmenanteil in %Wahlbeteiligung 60,9 % 50403020100 29,0 (−3,4)27,5 (−16,7)25,5 (n. k.)17,9 (−5,5) ÜWGSPDILRCDU20162021 | SitzverteilungInsgesamt 15 Sitze - SPD: 4 - ILR: 4 - ÜWG: 4 - CDU: 3 |

| Parteien und Wählergemeinschaften | Parteien und Wählergemeinschaften           | % 2021 | Sitze 2021 | % 2016 | Sitze 2016 | % 2011 | Sitze 2011 | % 2006 | Sitze 2006 | % 2001 | Sitze 2001 |
| ÜWG                               | Überparteiliche Wählergemeinschaft          | 29,0   | 4          | 32,4   | 5          | 29,1   | 7          | 33,9   | 8          | 29,4   | 7          |
| SPD                               | Sozialdemokratische Partei Deutschlands     | 27,5   | 4          | 44,2   | 7          | 46,3   | 11         | 42,8   | 10         | 47,2   | 11         |
| ILR                               | Initiative L(i)ebenswerter Ringgau          | 25,5   | 4          | —      | —          | —      | —          | —      | —          | —      | —          |
| CDU                               | Christlich Demokratische Union Deutschlands | 17,9   | 3          | 23,4   | 3          | 24,6   | 5          | 23,3   | 5          | 23,5   | 5          |
| Gesamt                            | Gesamt                                      | 100,0  | 15         | 100,0  | 15         | 100,0  | 23         | 100,0  | 23         | 100,0  | 23         |
| Wahlbeteiligung in %              | Wahlbeteiligung in %                        | 66,4   | 66,4       | 60,9   | 60,9       | 65,9   | 65,9       | 65,2   | 65,2       | 73,4   | 73,4       |

### Bürgermeister
Nach der hessischen Kommunalverfassung wird der Bürgermeister für eine sechsjährige Amtszeit gewählt, seit dem Jahr 1993 in einer Direktwahl, und ist Vorsitzender des Gemeindevorstands, dem in der Gemeinde Ringgau neben dem Bürgermeister ehrenamtlich ein Erster Beigeordneter und vier weitere Beigeordnete angehören. Bürgermeister ist ab 1. September 2025 der parteiunabhängige Marko Heckerodt. Er setzte sich am 23. Februar 2025 im ersten Wahlgang gegen Amtsinhaber Mario Hartmann, der sich um eine zweite Amtszeit beworben hatte, bei 87,7 Prozent Wahlbeteiligung mit 50,3 Prozent der Stimmen denkbar knapp durch (13 Stimmen Vorsprung).
Amtszeiten der Bürgermeister
- 2025–2031 Marko Heckerodt[26]
- 2019–2025 Mario Hartmann[27]
- 2007–2019 Klaus Fissmann (SPD)[30]
- 1995–2007 Helmut Jakob
- 1974–1995 Herbert Grüneberg

### Ortsbeiräte
Für die alle eingegliederten ehemaligen Gemeinden besteht je ein Ortsbezirk mit Ortsbeirat und Ortsvorsteher, nach Maßgabe der §§ 81 und 82 HGO und des Kommunalwahlgesetzes in der jeweils gültigen Fassung.
Die Ortsbezirke sind durch das Gebiet der ehemaligen Gemeinden, wie sie vor der Eingliederung bestanden, abgegrenzt und bestehen aus fünf Mitgliedern.
Die Wahl der Ortsbeiräte erfolgt im Rahmen der Kommunalwahlen. Der Ortsbeirat wählt eines seiner Mitglieder zum Ortsvorsteher bzw. zur Ortsvorsteherin.  Details befinden sich in den jeweiligen Ortsteilartikeln.

### Wappen
Blasonierung: „Das Wappen der Gemeinde Ringgau führt im durch einen silbernen schrägrechten Wellenbalken geteilten Schild oben in Rot einen goldenen Eichenbruch mit drei Eicheln und zwei Blättern, unten in Blau drei goldene Ähren auf einem Halm.“
Das Wappen der Gemeinde wurde am 17. Mai 1977 vom Hessischen Innenminister genehmigt.

### Europawahlen 2024
Bei den Wahlen zur Europawahl 2024 konnten die CDU sowie die AFD große Gewinne verzeichnen.
Die Wahlergebnisse der Europawahl 2024 für die Gemeinde Ringgau sind folgende:
| Partei            | CDU    | GRÜNE | SPD    | AfD   | Linke | FDP   | BSW   | Die Partei |
| ----------------- | ------ | ----- | ------ | ----- | ----- | ----- | ----- | ---------- |
| Wahlergebnis in % | 29,6   | 8,5   | 21,7   | 16,1  | 2,6   | 4,5   | 4,8   | 1,7        |
| Veränderungen     | +4,3   | −9,0  | −4,6   | +5,5  | −1,6  | −0,6  | +4,8  | −0,1       |
| Stimmen           | 14.445 | 4.173 | 10.580 | 7.858 | 1.268 | 2.194 | 2.364 | 814        |

## Kultur und Sehenswürdigkeiten

### Museen
- Boyneburg- und Heimatstube des Heimatverein Datterode e. V.

### Bauwerke
- Die Wasserburg Netra im Ortsteil Netra
- Die Burgruine Boyneburg
- Der Berliner Turm, Aussichtsturm oberhalb von Datterode
- Acht-Mühlen-Brunnen und die acht Mühlen (Röhrda)
- Beobachtungsturm des ehemaligen „Observation Post India“ bei Lüderbach
- Die Wüstungskirche bei Harmutshausen (Datterode)
- Schloss Lüderbach (Lüderbach)
- Ehrenmal (Datterode)
- Burg Röhrda in Röhrda

### Natur

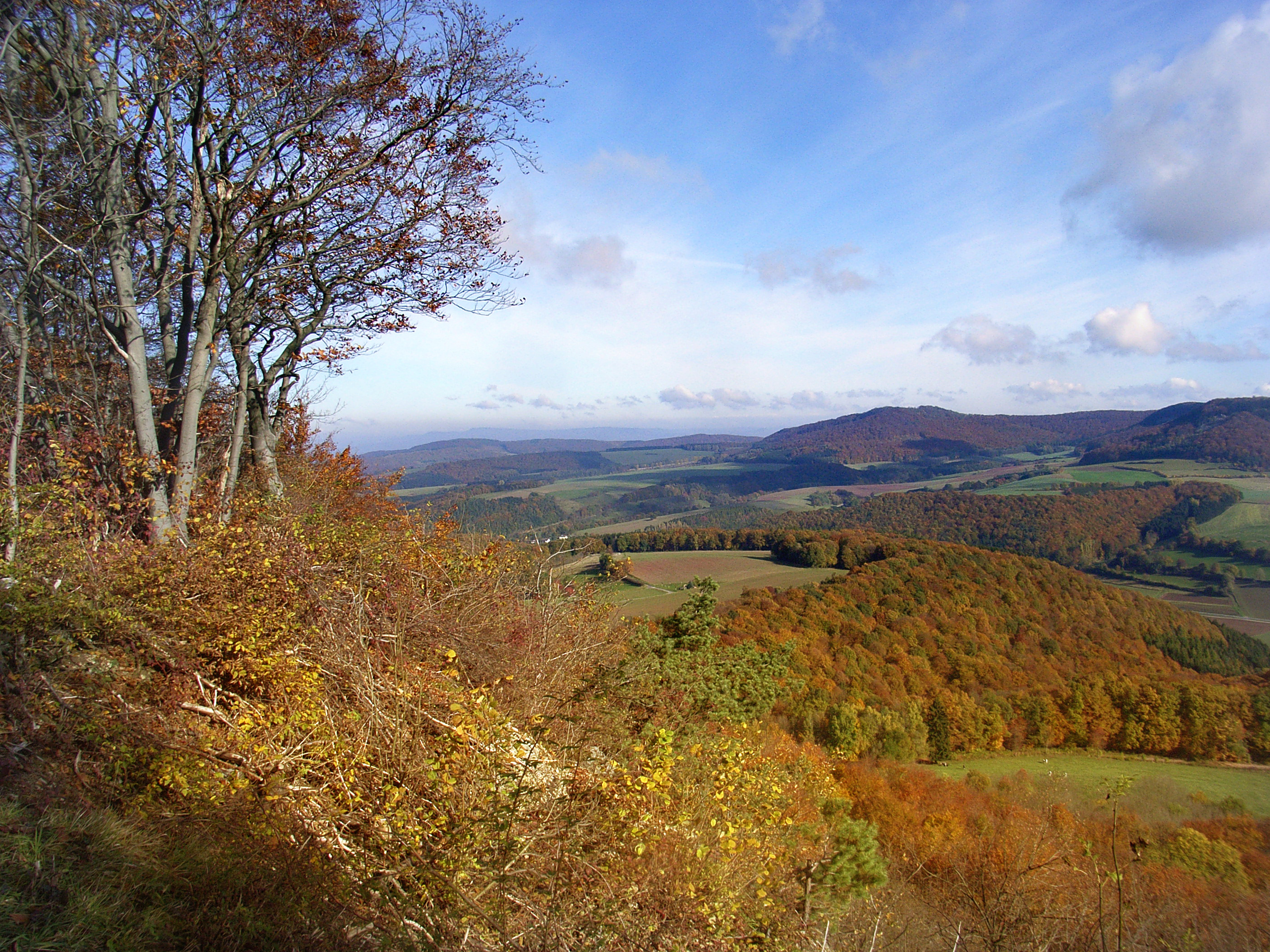
Blick ins NSG- und FFH-Gebiet Boyneburg und Schickeberg bei Breitau

An der Gemarkungsgrenze zu Sontra liegt das zweigeteilte Naturschutz- und FFH-Gebiet „Boyneburg und Schickeberg bei Breitau“ östlich und nordöstlich von Breitau.

### Regelmäßige Veranstaltungen
- An Christi Himmelfahrt findet an der Ruine der Boyneburg ein Volksfest mit Gottesdienst durch den Datteröder Pfarrer und mit der traditionellen Brotspende durch die Herren von Boyneburg statt.
- In Datterode findet seit 1992 am Pfingstwochenende ein Handballrasenturnier der SG Datterode/Röhrda statt. Dabei nehmen über 100, auch überregionale, Mannschaften beider Geschlechter und aller Altersklassen teil.
- In allen anderen Ortsteilen wird jährlich eine Zeltkirmes veranstaltet.

## Verkehr
Über die Bundesstraße 7 (Kassel–Eisenach), die direkt durch die Gemeinde führt, ist der Ort an das Straßennetz angeschlossen. Alle Ortsteile der Gemeinde werden durch die Buslinie 240 des NVV an die Kreisstadt Eschwege und an Herleshausen angebunden.
Die nächstgelegenen Bahnhöfe sind Herleshausen an der Bahnstrecke Halle–Bebra sowie der Haltepunkt Wehretal-Reichensachsen an der Bahnstrecke Göttingen–Bebra.